# C1orf189
C1orf189 (англ. Chromosome 1 open reading frame 189) – білок, який кодується однойменним геном, розташованим у людей на 1-й хромосомі. Довжина поліпептидного ланцюга білка становить 101 амінокислот, а молекулярна маса — 12 131.
| 10         |  | 20         |  | 30         |  | 40         |  | 50         |
| ---------- |  | ---------- |  | ---------- |  | ---------- |  | ---------- |
| MSVEKMTKVE |  | ESFQKAMGLK |  | KTVDRWRNSH |  | THCLWQMALG |  | QRRNPYATLR |
| MQDTMVQELA |  | LAKKQLLMVR |  | QAALHQLFEK |  | EHQQYQQELN |  | QMGKAFYVER |
| F          |  |            |  |            |  |            |  |            |

A: Аланін

C: Цистеїн

D: Аспарагінова кислота

E: Глутамінова кислота

F: Фенілаланін

G: Гліцин

H: Гістидин

K: Лізин

L: Лейцин

M: Метіонін

N: Аспарагін

P: Пролін

Q: Глутамін

R: Аргінін

S: Серин

T: Треонін

V: Валін

W: Триптофан